# Карлсберг Груп
 Тази статия е за датската пивоварна компания.  За българското и подразделение вижте Карлсберг България АД.  
„Карлсберг Груп“ (Carlsberg Group) е датска компания, петият по големина производител на бира в света.
Компанията е основана през 1847 г. в Копенхаген от Якоб Кристиан Якобсен, който ѝ дава името на своя син Карл. Той решава да нарече бирата на първородния си син Карл. Втората част на името е знак за мястото, в което фабриката се намира — в подножието на най-високия хълм в околността („берг“ от датски означава „планина“). Първата бира „Карлсберг“ е бутилирана в новата фабрика през 1847 година, а първата бъчва за износ е транспортирана към Единбург, Шотландия, само една година по-късно. Освен първоначалната „Карлсберг“, днес компанията произвежда и марките „Туборг“, „Тетли“, „Холстен“ и други, а чрез дъщерната си компания Карлсберг България АД и българските „Шуменско“ и „Пиринско“. Има годишен оборот от 6,4 млрд. долара и пазарен дял около 25% в България.

## Марки
Марки произвеждани от пивоварната компания Carlsberg:
Масови:
- Carlsberg (Global)
- Carlsberg Export (UK).
- Elephant

Специални видове:
- Tuborg (Regional)
- FuZzi (Regional)
- Carls Jul (Regional)
- Tetley (UK)
- Holsten (Germany)
- Lav (Serbia)
- Feldschlösschen AG (Switzerland)
- Cardinal Lager (Switzerland)
- Baltika (Russia) – through the 50-50 joint venture BBH
- Pripps (Sweden)
- Carnegie Porter (Sweden)
- Falcon (Sweden)
- Karhu (Finland)
- Koff (Finland)
- Ringnes (Norway)
- Okocim, Bosman and Harnas (Poland)
- Пиринско и Шуменско (България)
- Saku (Estonia)
- Splügen and Bock 1877 (Italy)
- Troy and Venüs (Turkey).